# Левандовський Прокопій Степанович
Левандовський Прокопій Степанович (8 (19) липня 1782, м. Київ — ймовірно †17 (29) червня 1849) — український маляр, музикант.

## Біографія
Як свідчив його син Флорентин (мешкав у м. Павлограді, Дніпропетр. обл.), Левандовський народився 8 (19) липня 1782 року в Києві у сім'ї протоієрея Стефана Левандовського. Мав духовну освіту — закінчив Київську духовну академію. Ще в дитинстві у Києво-Печерських монахів навчився живопису, тонкощам володіння пензлями і фарбами. Самоуком опанував гру на гуслях, скрипці та фортепіано. Під час війни Наполеона з Портою (сучасна Туреччина), в 1806 році у Києві почали формувати загони міліції (Російська імперія вже була членом антинаполеонівської коаліції). Левандовський вступив до загону, але коли той направили на поповнення армії Міхельсона, яка базувалась у Молдові, Прокопій покинув загін. Придбав човна і поплив униз по Дніпру, маючи при собі улюблені скрипку та книги. Через декілька днів плавання пристав до берега у містечку Ржищів. Після перепочинку, відчувши приплив натхнення, почав творити концерт «Боже, в поміч мою вонмі». Невдовзі прибув до Катеринослава. У ті роки місто тільки-но розбудовувалось. Попит був на людей різноманітних професій. Відвідуючи Свято-Троїцьку церкву, Левандовський спілкувався і допомагав дячкам на криласі. Керівництво єпархії помітило його видатні здібності і призначило регентом хору півчих архієрея Платона (Любарського). Водночас Прокопій переймається живописом, малює портрети впливових людей міста. В 1807 році отримує постійну роботу — чин колезького регістратора і посаду письмоводителя лікарської управи. Але службова кар'єра його не захоплює. В кінці 1814 року Левандовський йде у відставку і зосереджується виключно на музичній і малярській творчості.
Перші відвідування Прокопієм Степановичем Новомосковська (Дніпропетр. обл.) відбулись у 1810 році. Його привабило місто — розкішний Свято-Троїцький храм, знаменитий Самарський монастир. Він домовляється про виготовлення іконостасу для місцевої цвинтарної церкви Всіх Святих. Облаштовує художню майстерню і починає виконувати замовлення на виготовлення іконостасу для церкви св. Миколи у селі Паньківка (колишні Піски), що знаходилось на лівому березі Дніпра проти Катеринослава. У 1820 р. з сім'єю остаточно поселився у Новомосковську у власному будинку.
Відомий автор споминів про Новомосковськ середини ХІХ ст. Григорій Прокопович Надхін (1819—1881), посилаючись на періодику і літературні джерела того часу, ототожнював музичний талант і внесок Левандовського в музичну культуру з відомими композиторами Джузепе Сарті та його учнями Степаном Анікієвичем Дегтярьовим та Артемієм Лук'яновичем Веделем. Сучасники сприймали Левандовського як продовжувача справи названих композиторів. Він успадкував і об'єднав у своїй творчості їхні художні якості та творчі здобутки. Прокопій Степанович вперше, саме у Новомосковську, на півдні імперії запровадив партесний спів створеними і керованими ним хорами хлопчиків, дорослих та змішаними, багатоголосими хорами у Самарському монастирі і Троїцькій церкві. Для хорового співу користувався творами своїх попередників, але здебільшого творив власну музику на церковні тексти.

## Праці
Він створив понад 80 мелодій на вірші із псалтирі і молитов, світської музики. Найбільше відомими й поширеними вважаються концерти: «Суди мі, Боже», «Преклони, Господи, вухо Твоє», «Плачу і ридаю», «Хваліте Господа всі язиці», «Благословлю, Господа, на всякий час», «До тебе, Господи, воздвигох душу мою», «Із глибини возвах до Тебе, Господи», «Помилуй мя, Боже», «Літургія», «Херувимська пісня», «Благодарственна пісня Богу», «Кантата на Світле Христове воскресіння». Інші треба шукати поміж церковних музичних творів, означених «автор невідомий». Це зумовлено тим, що Левандовський ставився до своїх творчих надбань з християнською скромністю і здебільшого на партитурі не вказував своє авторство. Творив не слави ради, а задля людей. Крім духовних творів для співу, Левандовський переклав на фортепіано: «Господи помилуй», «Херувимську пісню», «Царю небесний», «Отче наш», «Прийдіть, поклонімося» і багато інших. А на маленький орган — усю обідню Бортнянського. Також положив на фортепіано безліч українських пісень, написав декілька маршів, екосезів (жвава мелодія для бального парного танцю), полонезів, вальсів і мазурок.
Крім музики Прокопій Степанович досить успішно переймався живописом. Був знаним, єдиним на все Присамар'я і середнє Подніпров'я визнаним богомазом, творчість котрого отримала благословення святійшого Синоду Російської імперії.
Із свідчень Феодосія Макаревського нам відомо, що в кінці XVIII ст. на Новомосковщині йшло активне будівництво церков [2]. Від освячення місця до зведення дерев'яної будівлі проходило всього рік-два. А ось заздалегідь виготовити для церкви іконостас, за відсутністю проекту, неможливо. Їх створювали виходячи з конкретних умов, побажань і можливостей замовника. Опосередковано відомо, що Левандовським протягом 1810—1849 років виготовлені іконостаси для церков: св. Миколи у селі Михайлівка на Орлі, Введення до храму Пресвятої Богородиці у слободі Залінійна, Успіння Божої Матері в Новоселівці на р. Підпільній, Рождества Пресвятої Богородиці у слободі Очеретувате.
Він був визнаним портретистом, майстром мініатюри і великих портретів. Сучасників вражало і приваблювало побачене ними вперше, уміння художника з великою точністю відтворити не тільки зовнішність, але і духовну сутність людини, котра йому позувала.
Дату смерті Левандовського, котра наздогнала його на 68 році життя, встановити надзвичайно важко. Є деякі опосередковані свідчення, що вона сталась 17 (29) червня 1849 року. Тіло Прокопія Степановича було з почестями поховане в огорожі Новомосковської кладбищенської церкви Всіх Святих. Вона знаходилась на західній стороні вже не існуючого міського цвинтаря, неподалік рогу сучасних вулиць Сучкова і Польової.

## Бібліографічні посилання
- Надхин Г. П. Воспоминания о Новомосковске. (Из дорожных записок 1861 г.). — Основа, 1862, — № 9. — С.20-23.
- Фдосий Макаревский. Материалы для историко-статистического описания Екатеринославской епархии — Д.2000. — С. 408—680.